# Co Hoedeman
Jacobus-Willem „Co“ Hoedeman (* 1. August 1940 in Amsterdam; † 26. Mai 2025) war ein niederländischer Animator, der seit 1965 in Kanada lebte und arbeitete.

## Leben
Hoedeman brach mit 15 Jahren die Schule ab und begann, seinen Lebensunterhalt als Retuscheur von Fotos in einer Druckerei zu verdienen. Er wandte sich der Filmarbeit zu und erlernte die Grundkenntnisse des Filmemachens in verschiedenen kleinen Firmen, so arbeitete er als Animationsassistent bei Multifilm, dem späteren Cinecentrum. Parallel dazu besuchte er Abendkurse an der School of Fine Arts in Amsterdam und der School of Photography in Den Haag, und im Alter von 25 Jahren ging Hoedeman 1965 nach Kanada und wurde am National Film Board of Canada als Produktionsassistent angestellt. Sein Filmdebüt gab er 1967 mit dem Lehrfilm Continental Drift, 1969 folgte der erste Kurzspielfilm in der französischsprachigen Sparte des NFB, Oddball, ein Film mit Marionetten aus Draht.
Hoedemann ging 1970 für vier Monate in die Tschechoslowakei, wo er Puppenanimation studierte. Zurück in Kanada ließ er sich von der Kunst der Iqaluit und der Puvirnituq zu einer Reihe von Kurzanimationsfilmen unter dem Titel An Eskimo Legend inspirieren, die sich mit Sagen der Inuit befassen. Dafür arbeitete er eng mit Inuit-Künstlern zusammen. Sein größter Erfolg wurde 1978 der Stop-Motion-Kurzfilm Le château de sable, für den Hoedeman unter anderem mit einem Oscar ausgezeichnet wurde. Neben Stop-Motion arbeitete Hoedeman in seinen Filmen auch mit Cut-Outs, Computeranimation und 3D-Modellen, darunter Holzpuppen (Matrioska). In Tchou-Tchou aus dem Jahr 1972 wurden hingegen ausschließlich bunte Holzbausteine animiert. Von 1998 bis 2004 entstanden vier Animationsfilme für Kinder um den Teddy Ludovic, deutsch Benedikt, und seine ausgestopften Spielzeugfreunde. Ludovic setzt sich dabei mit für ihn neuen Emotionen wie Trauer und Reue auseinander.
Neben Regiearbeiten für eigene Filme arbeitete Hoedeman auch mehrfach mit anderen Filmemachern zusammen. Er war Kameramann beim Oscar-nominierten Stop-Motion-Film Monsieur Pointu (1975) und arbeitete als Animator an Une histoire comme une autre von Paul Driessen. Der Dokumentarfilm Co Hoedeman, animateur widmete sich 1980 Hoedemans Schaffen.
Die Filme Hoedemans haben erzieherischen Charakter und stellen humanistische Werte in den Vordergrund: „Umweltschutz, soziale Eingliederung, Respekt für Vielfalt, Frieden“ „Mit seinen vergleichsweise einfachen und magischen Geschichten bezweckt Hoedeman, den erwachsenen Zuschauer zurück in den ‚Garten unserer Kindheit‘ zu lenken“, so Animation Now! Das NFB nannte ihn in einer Besprechung einen „Animations-Zauberer“.

## Filmografie
- 1967: Continental Drift
- 1968: Le Beau Plaisir – nur Animator
- 1969: DNA – nur Kameramann
- 1969: Oddball
- 1970: Matrioska
- 1971: Le hibou et le lemming: une légende eskimo
- 1972: Tchou-Tchou
- 1973: Le Hibou et le corbeau: une légende eskimo
- 1975: L’homme et le géant : une légende eskimo
- 1975: Lumaaq: une légende eskimo
- 1978: Le château de sable
- 1980: Le Trésor des Grotocéans
- 1980: Canada Vignettes: Dancing Dolls – nur Animation
- 1981: Une histoire comme une autre – nur Animation
- 1984: Masquerade
- 1988: Charles et François
- 1989: La boîte
- 1992: Ours renifleur
- 1997: Le jardin d'Écos
- 1998: Ludovic – Une poupée dans la neige
- 1999: Coucou l’ourson!
- 2000: Ludovic – Un crocodile dans mon jardin
- 2001: Ludovic – Des vacances chez grand-papa
- 2002: Ludovic – Un vent de magie
- 2004: Le théâtre de Marianne
- 2011: 55 Socks

## Auszeichnungen (Auswahl)
- 1971: BAFTA-Nominierung für Continental Drift
- 1977: Cristal d’Annecy, Festival d’Animation Annecy, für Le château de sable
- 1978: Oscar, Bester animierter Kurzfilm, für Le château de sable
- 1978: BAFTA-Nominierung, Bester Kurzfilm, für Le château de sable
- 1997: Erster Preis, Kategorie „Kurzfilm“, auf dem Montréal World Film Festival, für Le jardin d'Écos
- 2000: Genie-Nominierung für Une poupée dans la neige